# Соколова, Пенка
Пенка Бонева Соколова (болг. Пенка Бонева Соколова; 16 апреля 1946, Варна — 1977) — болгарская легкоатлетка, специалистка по барьерному бегу, прыжкам в длину, пятиборью. Выступала за сборную Болгарии по лёгкой атлетике в 1970-х годах, победительница и призёрка ряда крупных международных стартов, многократная чемпионка Болгарии, участница летних Олимпийских игр в Монреале.

## Биография
Пенка Соколова родилась 16 апреля 1946 года в городе Варна, Болгария. Занималась лёгкой атлетикой в Софии в клубах «Академик» и «Локомотив», а также в клубе «Спортист» из Своге.
Впервые заявила о себе на международном уровне в сезоне 1970 года, когда вошла в состав болгарской сборной и выступила на Мемориале Януша Кусочиньского в Варшаве, где в зачёте бега на 100 метров с барьерами стала седьмой.
В 1971 году бежала 60 метров с барьерами на домашнем чемпионате Европы в помещении в Софии, не прошла дальше предварительного квалификационного этапа.
В 1974 году выиграла чемпионат Болгарии в 100-метровом барьерном беге и в прыжках в длину. Принимала участие в чемпионате Европы в Риме — в барьерах дошла до стадии полуфиналов, тогда как в пятиборье заняла итоговое девятое место.
В 1975 году защитила звания чемпионки Болгарии в беге на 100 метров с барьерами и в прыжках в длину. Помимо этого, стартовала в беге на 60 метров с барьерами на чемпионате Европы в помещении в Катовице, стала пятой в пятиборье на международном турнире в Гётцисе.
В 1976 году в третий раз подряд выиграла чемпионат Болгарии в 100-метровом барьерном беге. Благодаря череде успешных выступлений удостоилась права защищать честь страны на летних Олимпийских играх в Монреале — в барьерном беге установила свой личный рекорд 13,32 и дошла до полуфинала, в пятиборье с личным рекордом в 4394 очка была девятой.
Умерла в 1977 году.